# ジェームス・ハミルトン・バラ
ジェームス・ハミルトン・バラ（James Hamilton Ballagh、1832年9月7日 - 1920年1月29日）は幕末から明治初期にかけて来日したアメリカ・オランダ改革派教会派遣のアメリカ人宣教師。日本で最初にできたプロテスタント教会の牧師。明治期のプロテスタント教会に大きな影響を与えた。当時は、バラン、バラ―とも表記された。ジョン・クレイグ・バラは実弟。

## 生涯
1832年9月6日にアメリカ合衆国ニューヨーク州デラウェア郡ホバートの農家に、5男5女の次男として生まれる。父親のジョン・ハミルトン・バラと母アン・プルデンシア・クレイグはもともと合同改革長老派であったが、オランダ改革派に移った。母親のアンは若いころインド宣教に行くように誘われたことがあった。
1838年 父ジョンが保証人となり農地を失う。ダベンポートに転居して、父の農作業の手伝いをする。
1844年 ニューヨーク市に移る。
1846年 ロックランド郡ウェストヘンプステッドへ移る。
1852年 ラトガーズ大学のグラマースクールに入学。
1853年 オランダ改革派の運営するラトガーズ大学（現・ニュージャージー州立大学）に入学。
1857年 ラトガーズ大学卒業。隣接しているニュー・ブランズウィック神学校入学。神学生時代に、S・R・ブラウンの日本宣教の宣伝を聞いて感銘を受けて、日本宣教を決意する。
1859年11月 S・R・ブラウン宣教師とD・B・シモンズ宣教師が横浜に上陸。
1860年秋 ニュー・ブランズウィック神学校を卒業。
1860年暮 改革教会の日本派遣宣教師D・B・シモンズが宣教師を辞任。最初バラは中国へ派遣される予定であったが、シモンズの辞任により日本にオランダ改革派の宣教師として派遣されることになる。
1861年（文久元年）5月15日 マーガレット・テート・キニアと結婚。
1861年（文久元年）6月1日 ニューヨーク港から日本に向け出港。

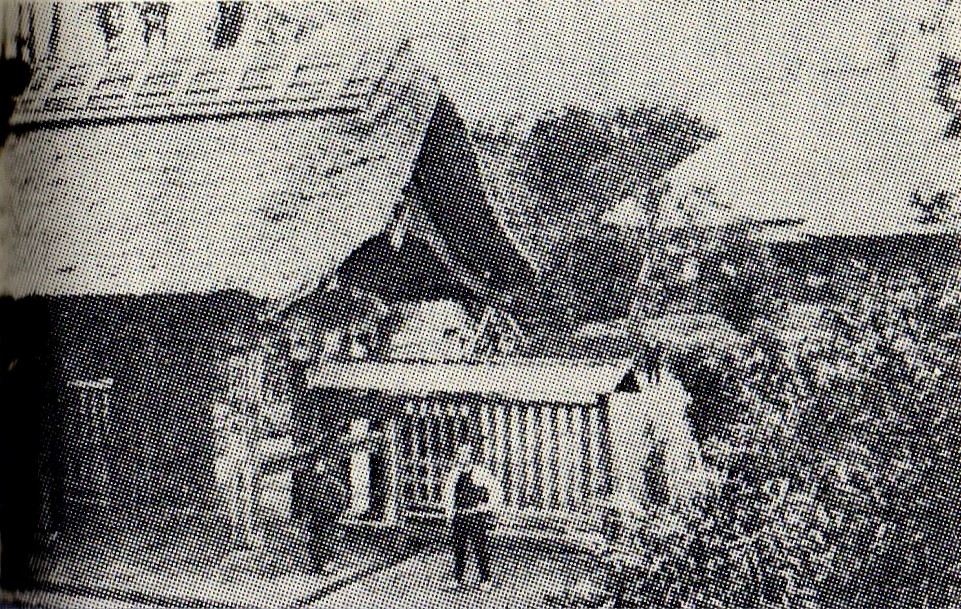
バラ夫妻らが住んだ神奈川の成仏寺

1861年（文久元年）11月7日 上海から乗った小型帆船「アイダ・ロジャース号」が熊野灘で台風に遭い、遭難寸前となる。
1861年（文久元年）11月11日 神奈川に到着。日本では、J・C・ヘボン、S・R・ブラウン、J・ゴーブルが住んでいた成仏寺に住んだ。
1862年（文久2年）バラ夫妻、幕府に紹介された鍼灸師の矢野元隆を教師として日本語の勉強を始める。ゴーブル一家居留地110番に移転。ゴーブルの元で使用人をしていた仙太郎を引き取る。
1862年（文久2年）6月26日 長女キャリー・エリザベス・バラ誕生。
1863年（文久3年）5月18日 ディビット・タムソン宣教師が来日し、成仏寺に入居。
1863年（文久3年）当時の横浜は尊王攘夷運動で危険であったため、ブラウン一家及びタムソン宣教師と供に横浜居留地に転居。転居直後に、矢野の助けでヨハネ伝の翻訳を始める。矢野は死の一ヶ月前の1865年11月5日にバラから病床洗礼を受けた。矢野は日本で最初に洗礼を受けたプロテスタントの信徒とされる。
1863年（文久3年）9月 ヘボン夫人、居留地39番で英学塾を開く。これが、ヘボン塾の始まりとなる。
1864年（文久4年）1月 幕府より居留地167番の土地(約755坪)がＳ・Ｒ・ブラウンとＪ・Ｈ・バラに外人礼拝所建築敷地として下付される。
1864年（元治元年）5月23日 次女アンナ・ヘップバーン・バラ誕生。
1865年（慶応元年）12月5日 矢野元隆死去。
1866年（慶応2年）3月 夫人のマーガレット、体調を崩し2人の娘と仙太郎を伴って帰国。
1866年（慶応2年）10月 長男ジェームズ・カーティス・バラ、ヴァージニアで誕生。
1866年（慶応2年）にはヘボン、ブラウン、タムソンらと共に、横浜英学所で英語を教え始める。高橋是清らヘボン塾の生徒を引き受けた。また、ヘボンの施療所で日本人のための礼拝を開始する。
1867年（慶応3年）10月 山手48番に自宅用の土地を購入。

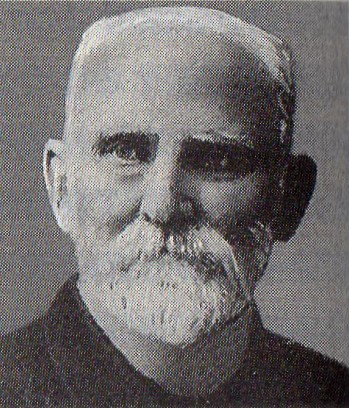
米国長老教会所属宣教師で弟のJ・C・バラ

1868年（明治元年）5月 横浜英学所の生徒であった粟津高明と鈴木貫一に洗礼を授ける。
1868年（明治元年）12月 ゴーブルの監督により居留地167番に小会堂が完成。バラ、一時帰国。
1869年（明治2年）4月 ゴーブルの監督により山手48番にバラ邸が完成。
1870年（明治3年）11月25日 バラ一家再来日。
1871年（明治4年）4月 居留地167番の小会堂で伝道を始め、英語塾(バラ塾)を始める。
1871年（明治4年）11月28日 - 12月5日 小会堂とＪ・Ｈ・バラ邸の建築と管理の費用をめぐりゴーブルと領事裁判。バラが敗訴。
1871年（明治4年）12月 高島嘉右衛門に依頼されて高島学校の教師となる。
1871年（明治4年）12月13日 ゴーブル、岩倉使節団の船に同船して帰国。

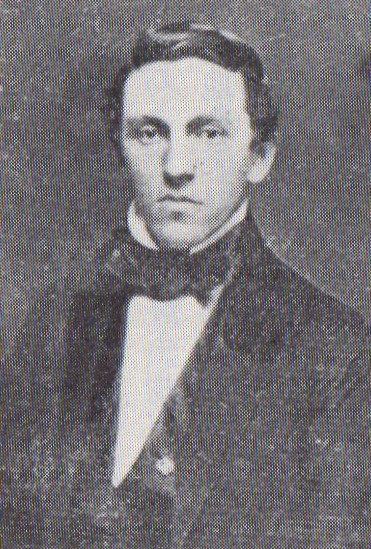
横浜海岸教会の創設者で仮牧師J・H・バラ

1872年（明治5年）3月10日に押川方義ら9人が洗礼を受ける。小川義綏を長老とする、日本最初のプロテスタント教会の日本基督公会(後の横浜海岸教会)が創立され、バラは仮牧師に就任する。当時、健康を害していたバラにS・R・ブラウンが協力して教会は大きく成長していった。バラとブラウンは教派によらない「無教派主義」を標榜した。また、植村正久ら日本人信徒を指導し、バラの祈りと伝道の高潔な理念は日本基督教会に絶大な影響を与え、横浜バンドの骨格の形成に大きな貢献をした。
1872年（明治5年）6月 実弟のジョン・クレイグ・バラ来日。高島学校の教師を引き継ぐ。
1872年（明治5年）9月20日より5日間、ヘボンの施療所で第一回在日宣教師会議が開催された。この会議でバラたちは日本の教会設立にあたり別々の教派を作らず、組織の名称も一つにしようと申し合わせた。
1873年（明治6年）8月 エドワード・ウォーレン・クラークと供に富士登山を行う。
1873年（明治6年）秋  S・R・ブラウンが山手211番の自宅でブラウン塾を開く。バラ塾の生徒もこれに加わり、この集まりが横浜バンドと呼ばれるようになる。
1875年（明治8年）に、バラは避暑のために訪れた箱根で伝道集会を開い、数名の洗礼を授ける。また、伊藤藤吉と共に三島に行伝道をする。1875年7月10日横浜公会の教会堂を建立し、献堂式を行う。
1876年（明治9年）ヘボン、居留地39番の施療所を閉鎖し山手に転居。ヘボン塾はジョン・クレイグ・バラが引き継ぎバラ学校となる。
1878年（明治11年）日本人牧師稲垣信が横浜海岸教会の牧師に就任し、バラは仮牧師を辞任し、神奈川、東京、伊豆から長野まで伝道活動を行う。また、1879年には岡崎、上諏訪、名古屋、高知などに伝道旅行に行く。上田では稲垣信、長野では木村熊二、松本では杉本栄太郎、飯田では内山成生、諏訪では西山知義、三島市では三浦徹、御殿場市では園部丑之助らによって教会が形成され、日本の教会の土台を作った。
また、横浜開港後に生まれた西洋人と日本人の混血児が差別されるのに心を痛め、アメリカのプロテスタント関係者に支援を要請して、3人の女性宣教師を教育者として招くことに成功した。彼女たちによって作られた女子寄宿学校が現在の横浜共立学園中学校・高等学校である。
1880年（明治13年）弟・ジョン・クレイグ・バラのバラ学校（ヘボン塾の後身）が東京に移り「築地大学校(後の明治学院)」となる。
1883年（明治16年）4月の大阪宣教師会議で「宣教師としての我らの働きにおける聖霊の力の必要と約束」という説教をする。
1885年（明治18年）4月8日に、娘のキャリー・エリザベス・バラが、横浜で米国聖公会の宣教医であるフランク・ハレル（聖路加国際病院の基礎を作り、仙台に野球を伝えた開拓者）と結婚する。
1906年（明治39年）には日本での伝道活動が認められ、ラトガース大学より名誉神学博士を受けた。
1909年（明治42年）マーガレット夫人が横浜で死去。

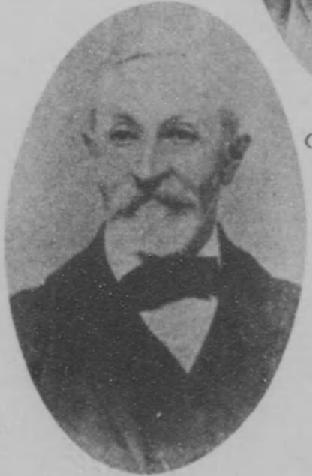
晩年のJ・H・バラ

1911年（明治44年）11月11日には横浜海岸教会でバラの来朝50周年祝会が開催された。エドワード・ローゼイ・ミラーが司式をし、熊野雄七と小川義綏が祈祷し、伊藤藤吉が「詩篇」朗読をし、井深梶之助や本多庸一が祝辞を述べた。
1919年（大正8年）6月 バラ、本国へ帰国。
1920年（大正9年）1月29日 バラ、米国バージニア州リッチモンド市ゲナバーグで死去。

## マーガレット・テート・キニア・バラ

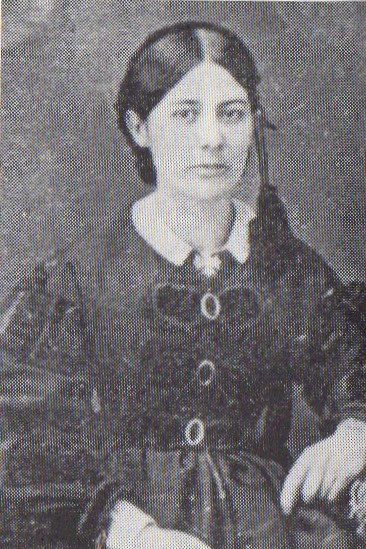
新婚の頃20代のマーガレット

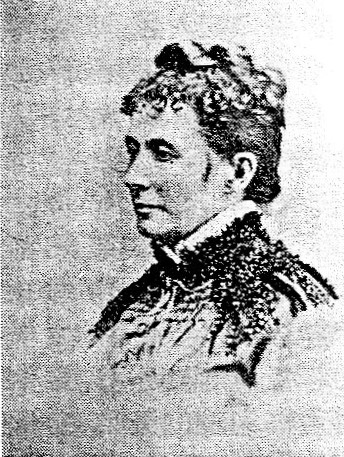
晩年の妻マーガレット

ジェームスに同伴した妻マーガレット (Margaret Tate Kinnear Ballagh) は20歳での来日であり、日本での最初の五年の滞在中の書簡集を「Glimpses of Old Japan 1861-1866」と題して出版しており、当時の若い女性宣教師の日本に対する考えを知る上で貴重な資料となっている。マーガレットは来日前に中国に短期滞在しており、貧困と女性への虐待ともとれる風習が蔓延していた中国と比べ、日本での女性の自由と、女性天皇を生み出した日本の歴史的な女性の地位の高さに感嘆している。
夫妻は当時の他の多くの宣教師が滞在した神奈川の成仏寺でジェームス・カーティス・ヘボンの家に間借りをし、1862年には長女キャリーが生まれている。1863年に外国人を浪人から防護する目的で幕府の命により横浜の外国人居留地に強制移住させられている。マーガレットは1866年に一度米国に帰国しており、この時は仙太郎を同伴している。夫妻には後にさらに二人の娘と一人の息子が生まれている。マーガレットは生涯横浜に在住し、1909年に没し横浜外国人墓地に埋葬された。